# Lữ đoàn Nam

Phù hiệu Lữ đoàn Nam

Lữ đoàn Nam (Boys' Brigade) là tổ chức thanh thiếu niên đồng phục đầu tiên trên thế giới. Ý tưởng về một tổ chức thiên về Kitô hữu đã được hình thành trong William Alexander Smith từ trước. Sau khi nó khởi sự tại Glasgow năm 1883, Lữ đoàn Nam nhanh chóng lan khắp Vương quốc Anh và trở thành một tổ chức quốc tế vào những năm đầu thập niên 1890.

## Mục tiêu, khẩu hiệu và phù hiệu
Mục tiêu của Lữ đoàn Nam là "Sự thúc đẩy vương quốc Chúa Trời trong trẻ em nam và sự thăng tiến các tập quán như Vâng lời, Tôn kính, Kỹ luật, Tự trọng và tất cả mọi điều có chiều hướng cho một tính chất đàn ông thật sự." Trừ việc thêm vào từ "vâng lời" vào năm 1893, mục tiêu vẫn giữ nguyên không thay đổi từ lúc khởi đầu.
Khi tạo khẩu hiệu cho Lữ đoàn Nam và dấu hiệu của nó, William Smith dẫn lời trực tiếp đến Hebrews 6:19 trong phiên bản Thánh kinh của Vua James, "Niềm hy vọng mà chúng ta có như một mỏ neo của tâm hồn, cả hai chắc chắn và kiên định..." ("Which hope we have as an anchor of the soul, both sure and stedfast...")
Từ vần kinh này khẩu hiệu của Lữ đoàn Nam ra đời, "Chắc chắn và Kiên định" (Sure and Stedfast) và cách viết xưa vẫn được dùng cho từ thứ hai là Stedfast thay vì cách viết ngày nay là Steadfast. Ngày nay, một số thành viên của phong trào đã sử dụng cách viết hiện đại là "steadfast" trong khi cũng còn có những thành viên khác tiếp tục dùng cách viết ban đầu.
Con dấu trên phù hiệu ban đầu là một mỏ neo đơn độc mang khẩu hiệu Lữ đoàn Nam (viết tắt theo tiếng Anh là BB) với một chữ 'B' mỗi bên. Sau sự sáp nhập giữa Lữ đoàn Nam và Lữ đoàn Đời Nam nhi (Boys' Life Brigade) năm 1926, dấu thánh giá Hy Lạp đỏ được đặt phía sau mỏ neo hình thành phù hiệu hiện thời. Ban đầu thánh giá màu đỏ là phù hiệu của Lữ đoàn Đời Nam nhi.

## Lịch sử
Đại đội Lữ đoàn Nam đầu tiên được Ngài William Smith thành lập vào ngày 4 tháng 10 năm 1883 tại Hội trường Free Church Mission, Đường North Woodside, thành phố Glasgow ở Scotland để phát triển tính đàn ông Kitô hữu (Christian manliness) bằng việc sử dụng kỷ luật và mệnh lệnh bán quân sự, thể dục dụng cụ, trại hè, và các lớp học và lễ tôn giáo.
Trong những năm tiếp theo sau việc thành lập Đại đội Đệ nhất Glasgow, những đại đội khác được nhanh chóng thành lập khắp Scotland và phần còn lại của Vương quốc Anh đưa đến một phong trào bao gồm hàng ngàn trẻ em nam: trong những năm đầu của thế kỷ 20, có khoảng 2.200 đại đội liên kết với nhau từ các nhà thờ khác nhau khắp Vương quốc Anh, Đế quốc Anh, và Hoa Kỳ với số sĩ quan là 10.000 người và 160.000 trẻ em nam. Mỗi đại đội thông thường có liên hệ với một tiểu đoàn bao gồm vài đại đội vùng lân cận và sau đó được tổ chức ở cấp bậc một địa khu (district) và rồi đến cấp bậc quốc gia.
Là một tổ chức thanh thiếu niên có sớm nhất so với các tổ chức thanh thiếu niên khác, Lữ đoàn Nam dùng một nơ hoa hồng đơn giản mang trên đồng phục để nhận dạng nhưng không bao lâu thì thay thế bằng một dây thắt lưng, ba lô, và mũ hộp Lưu trữ ngày 6 tháng 7 năm 2007 tại Wayback Machine (pillbox cap) trên đồng phục của hàng ngàn trẻ em nam. Mũ hộp được dùng cho đến thập niên 1960 khi nó không còn được sử dụng trong Quân đội Anh nữa và được thay thế bởi mũ lưỡi trai (field cap).
Phong trào cũng đi tiên phong trong việc cắm trại vui chơi tại Anh Quốc mà trước đây hiếm khi được tổ chức ngoài quân đội. Những người đầu tiên hâm mộ Lữ đoàn Nam gồm có Robert Baden-Powell là Phó Chủ tịch của Lữ đoàn Nam. Ông đã sử dụng nó cùng với các sáng kiến của ông vào trong trường học, đặc biệt là Trường Cao đẳng Eton để đề xướng ý tưởng Hướng đạo và những thú vui ngoài trời mà ông từng theo đuổi, dựa vào những điều quân sự của Lữ đoàn Nam cho trẻ em nam. Thời gian đó, lúc ban đầu ông chưa từng nghĩ đến một tổ chức riêng biệt nào khác sẽ vươn lên sau đó với mục tiêu là hình thành những phong trào Hướng đạo đa dạng. Những thí dụ ban đầu về Hướng đạo được thấy rõ trong các giải thưởng của Hướng đạo, chúng giống như của Lữ đoàn Nam, và thậm chí các ngành (lứa tuổi) đặc biệt của Hướng đạo cũng vậy. Họ mang đồng phục xanh dương với quần đùi và đặc biệt là mũ Smokey Bear được cho là của các trinh sát viên và đến ngày nay vẫn còn được các binh sĩ đang thụ huấn của Quân đội Hoa Kỳ sử dụng. Tuy nhiên, ngày nay có một sự kình địch thân thiện giữa hai nhóm.
Lữ đoàn Đời Nam nhi là một trong nhiều phong trào tương tự được hình thành có sự ảnh hưởng của Lữ đoàn Nam, đôi khi theo làn ranh tôn giáo hoặc giáo lý, bao gồm Lữ đoàn Nam Nhà thờ (Church Lads' Brigade), Lữ đoàn Nam Do Thái (Jewish Lads' Brigade), hoặc Lữ đoàn Nam Công giáo (Catholic Boys' Brigade). Việc sáp nhập cũng đã đưa đến việc hủy bỏ chương trình luyện tập trận giả bằng súng trường mà từ trước thường hay được Lữ đoàn Nam thực hiện vì phản đối của Lữ đoàn Đời Nam nhi về việc sử dụng vũ khí. Sau đó một thời gian, ngành bao gồm độ tuổi từ 8 đến 12 được gọi là Life Boys trước khi được đổi thành ngành Junior.
Một bài đồng ca phổ biến của Lữ đoàn Nam là "Will Your Anchor Hold" của Priscilla Owens, thường được hát trong những dịp phô diễn hay trong các buổi thánh lễ.

## Thiết lập cắm trại vui chơi
Rút kinh nghiệm từ đời binh nghiệp, William Smith giới thiệu khái niệm về cắm trại vào trong Lữ đoàn Nam để cho các trẻ em nam và sĩ quan giữ mối liên lạc khi những hoạt động khác chấm dứt trong thời gian nghỉ hè.
Ý niệm này ban đầu không được đón nhận vì mối quan tâm đến vấn đề an toàn đối với trẻ em. Một bà mẹ được trích dẫn lời nói rằng, "Cắm trại! con cái của tôi luôn có một nóc nhà che trên đầu chúng rồi, và miễn là tôi còn sống thì vẫn luôn là như vậy!". Dù vậy, Ngài William Smith vẫn tiến hành ý tưởng của mình và Đại đội Đệ nhất Glasgow tiến hành tổ chức một cuộc cắm trại ra mắt dài một tuần vào thứ sáu ngày 16 tháng 7 năm 1886 ở Tighnabruaich thuộc Kyles of Bute.
Những dè chừng ban đầu về cắm trại không kéo dài. Một truyền thống hình thành khi các trẻ em nam diễn hành về nhà trong ngày cuối của kỳ trại, họ được mọi người trong khu vực hân hoan chào đón và mỗi bé trai được tặng một vòng hoa. Các cuộc cắm trại chẳng bao lâu trở thành một trong những sự kiện được trông đợi nhất trong năm và những lần xuất bản đầu tiên của Lữ đoàn Nam Gazette có bao gồm nhiều điều thuật lại các kinh nghiệm cắm trại.
Các kế hoạch và mẫu viết tay của Ngài William Smith thảo ra cho các trại đầu tiên được lưu giữ và được nhiều người cắm trại khác sử dụng.

## Các ngành (lứa tuổi)
Có năm nhóm tuổi khác nhau được gọi là các ngành trong tổ chức: 
- Anchors - 5 đến 8 tuổi
- Juniors - 8 đến 11 tuổi
- Company - 11 đến 15 tuổi
- Seniors - 15 đến 18 tuổi
- AMICUS - 15 đến 22 tuổi (ghi chú: ngành này cũng nhận nữ)

## Một vài quốc gia ngoài Vương quốc Anh
- Canada

Lữ đoàn Nam nổi bật tại Canada cho đến giữa thập niên 1980. Lữ đoàn Nam có một khu cắm trại nằm ở Gravenhurst phía bắc Toronto, Ontario. "Các đại đội Toronto" cuối cùng là Đại đội 11 và Đại đội 9. Ngoài ra, có vài đại đội tại Montreal tỉnh bang Quebec, Winnipeg tỉnh bang Manitoba, và Calgary tỉnh bang Alberta.
- Malaysia

Lữ đoàn Nam tại Malaysia được tổ chức đầu tiên vào năm 1946. Nó tiếp tục phát triển đều đặn kể từ đó và hiện nay có đến 6.714 thành viên trong 101 đại đội.
- Singapore

Lữ đoàn Nam tại Singapore được tổ chức vào năm 1930 bởi các cựu thành viên Lữ đoàn Nam của Tiểu đoàn Nam Trung Hoa vượt thoát khỏi Swatow, Trung Hoa trong lúc vùng này bị Đảng Cộng sản Trung Quốc chiếm giữ. Hiện tại có hơn 7.000 thành viên trong 117 đại đội.